# National Basketball Association 1977-1978
La stagione della National Basketball Association 1977-1978 fu la 32ª edizione del campionato NBA. La stagione si concluse con la vittoria dei Washington Bullets, che sconfissero i Seattle SuperSonics per 4-3 nelle finali NBA.

## Squadre partecipanti
- Atlanta Hawks
- Boston Celtics
- Buffalo Braves
- Chicago Bulls
- Cleveland Cavaliers
- Denver Nuggets
- Detroit Pistons
- G.S. Warriors
- Houston Rockets
- K.C. Kings
- Indiana Pacers

- L.A. Lakers
- Milwaukee Bucks
- N.J. Nets
- Utah Jazz
- N.Y. Knicks
- Phoenix Suns
- Philadelphia 76ers
- Portland T. Blazers
- San Antonio Spurs
- Seattle S.Sonics
- Washington Bullets

## Classifica finale

### Eastern Conference
| Squadra            | V  | P  | %    | GB |
| ------------------ | -- | -- | ---- | -- |
| Philadelphia 76ers | 55 | 27 | 67,1 | -  |
| New York Knicks    | 43 | 39 | 52,4 | 12 |
| Boston Celtics     | 32 | 50 | 39,0 | 23 |
| Buffalo Braves     | 27 | 55 | 32,9 | 28 |
| New Jersey Nets    | 24 | 58 | 29,3 | 31 |

| Squadra              | V  | P  | %    | GB |
| -------------------- | -- | -- | ---- | -- |
| San Antonio Spurs    | 52 | 30 | 63,4 | -  |
| Washington Bullets C | 44 | 38 | 53,7 | 8  |
| Cleveland Cavaliers  | 43 | 39 | 52,4 | 9  |
| Atlanta Hawks        | 41 | 41 | 50,0 | 11 |
| New Orleans Jazz     | 39 | 43 | 47,6 | 13 |
| Houston Rockets      | 28 | 54 | 34,1 | 24 |

### Western Conference
| Squadra           | V  | P  | %    | GB |
| ----------------- | -- | -- | ---- | -- |
| Denver Nuggets    | 48 | 34 | 58,5 | -  |
| Milwaukee Bucks   | 44 | 38 | 53,7 | 4  |
| Chicago Bulls     | 40 | 42 | 48,8 | 8  |
| Detroit Pistons   | 38 | 44 | 46,3 | 10 |
| Indiana Pacers    | 31 | 51 | 37,8 | 17 |
| Kansas City Kings | 31 | 51 | 37,8 | 17 |

| Squadra                | V  | P  | %    | GB |
| ---------------------- | -- | -- | ---- | -- |
| Portland Trail Blazers | 58 | 24 | 70,7 | -  |
| Phoenix Suns           | 49 | 33 | 59,8 | 9  |
| Seattle SuperSonics    | 47 | 35 | 57,3 | 11 |
| Los Angeles Lakers     | 45 | 37 | 54,9 | 13 |
| Golden State Warriors  | 43 | 39 | 52,4 | 15 |

## Vincitore
| Campione NBA 1977-1978         |
| ------------------------------ |
| Washington Bullets (1º titolo) |

## Statistiche
| Categoria             | Giocatore         | Squadra                    | Stat  |
| --------------------- | ----------------- | -------------------------- | ----- |
| Punti per gara        | George Gervin     | San Antonio Spurs          | 27,21 |
| Rimbalzi per gara     | Truck Robinson    | Utah Jazz                  | 15,7  |
| Assist per gara       | Kevin Porter      | Detroit Pistons/ N.J. Nets | 10,2  |
| Palle rubate per gara | Ron Lee           | Phoenix Suns               | 2,74  |
| Stoppate per gara     | George T. Johnson | N.J. Nets                  | 3,38  |
| FG%                   | Bobby Jones       | Denver Nuggets             | 57,8  |
| FT%                   | Rick Barry        | G.S. Warriors              | 92,4  |

## Premi NBA
- NBA Most Valuable Player Award: Bill Walton, Portland Trail Blazers
- NBA Rookie of the Year Award: Walter Davis, Phoenix Suns
- NBA Coach of the Year Award: Hubie Brown, Atlanta Hawks
- NBA Executive of the Year Award: Angelo Drossos, San Antonio Spurs
- All-NBA First Team:
  - Truck Robinson, New Orleans Jazz
  - Julius Erving, Philadelphia 76ers
  - Bill Walton, Portland Trail Blazers
  - George Gervin, San Antonio Spurs
  - David Thompson, Denver Nuggets
- All-NBA Second Team:
  - Walter Davis, Phoenix Suns
  - Maurice Lucas, Portland Trail Blazers
  - Kareem Abdul-Jabbar, Los Angeles Lakers
  - Paul Westphal, Phoenix Suns
  - Pete Maravich, New Orleans Jazz
- All-Defensive First Team:
  - Bobby Jones, Denver Nuggets
  - Maurice Lucas, Portland Trail Blazers
  - Bill Walton, Portland Trail Blazers
  - Lionel Hollins, Portland Trail Blazers
  - Don Buse, Phoenix Suns
- All-Defensive Second Team:
  - E.C. Coleman, Golden State Warriors
  - Bob Gross, Portland Trail Blazers
  - Kareem Abdul-Jabbar, Los Angeles Lakers (pari)
  - Artis Gilmore, Chicago Bulls (pari)
  - Norm Van Lier, Chicago Bulls
  - Quinn Buckner, Milwaukee Bucks
- All-Rookie Team:
  - Bernard King, New Jersey Nets
  - Marques Johnson, Milwaukee Bucks
  - Jack Sikma, Seattle SuperSonics
  - Norm Nixon, Los Angeles Lakers
  - Walter Davis, Phoenix Suns